# خوان کروز بولادو
خوان کروز بولادو (انگلیسی: Juan Cruz Bolado؛ زادهٔ ۲۲ ژوئیهٔ ۱۹۹۷) بازیکن فوتبال اهل آرژانتین است.
از باشگاه‌هایی که در آن بازی کرده‌است می‌توان به باشگاه فوتبال گودوی کروز اشاره کرد.